# Czerwin (gromada)
Czerwin – dawna gromada, czyli najmniejsza jednostka podziału terytorialnego Polskiej Rzeczypospolitej Ludowej w latach 1954–1972.
Gromady, z gromadzkimi radami narodowymi (GRN) jako organami władzy najniższego stopnia na wsi, funkcjonowały od reformy reorganizującej administrację wiejską przeprowadzonej jesienią 1954 do momentu ich zniesienia z dniem 1 stycznia 1973, tym samym wypierając organizację gminną w latach 1954–1972.
Gromadę Czerwin z siedzibą GRN w Czerwinie utworzono – jako jedną z 8759 gromad na obszarze Polski – w powiecie ostrołęckim w woj. warszawskim, na mocy uchwały nr VI/10/10/54 WRN w Warszawie z dnia 5 października 1954. W skład jednostki weszły obszary dotychczasowych gromad Czerwin, Borek, Damiany, Dąbek, Dobki Nowe, Dobki Stare, Dzwonek, Gocły, Grodzisk, Łady, Stylągi, Wólka Czerwińska i Załuski ze zniesionej gminy Czerwin w tymże powiecie, ponadto lasy państwowe o obszarze 526 ha, których północna granica przylega do granicy gminy Troszyn, tamże. Dla gromady ustalono 27 członków gromadzkiej rady narodowej.
31 grudnia 1959 do gromady Czerwin przyłączono obszar zniesionej gromady Jarnuty w tymże powiecie (bez wsi Janki Stare i Zapieczne).
31 grudnia 1961 do gromady Czerwin włączono obszar zniesionej gromady Laski Szlacheckie w tymże powiecie.
1 stycznia 1969 do gromady Czerwin włączono wsie Chrośnice, Skarżyn i Suchcice ze zniesionej gromady Suchcice w tymże powiecie.
Gromada przetrwała do końca 1972 roku, czyli do kolejnej reformy gminnej. 1 stycznia 1973 w powiecie ostrołęckim reaktywowano gminę Czerwin.